# Szabadság tér (Jereván)
A Szabadság tér (örményül: Ազատության հրապարակ), 1991-ig Opera vagy Színház tér Jereván Kentron körzetében található városi tér. A tér a Jereváni Operaház komplexumának része, délre fekszik az opera főépületétől az opera parkja és a Swan-tó között. A Szabadság tér a Köztársaság tér mellett Jereván központjának legfontosabb tere. A teret négy utca határolja: Toumanjan, Terjan, Szajat-Nova és Mastoc utcák. Hovhannesz Toumanjan író és Alekszandr Afanaszjevics Szpengyiarov zeneszerző szobra áll még a téren.

## A politikában
A téren tartott tüntetések hagyománya miatt a teret a „demokrácia szimbólumának” nevezik Örményországban. A tér befogadóképességét 40 000, 42 000–45 000 és 50 000 fő közé becsülik.

### 1988: karabahi mozgalom
A félköríves tér kiemelt szerepet foglal el a modern örmény történelemben. 1988. februárját követő karabahi mozgalmat követően a tér a demonstrációk központjává vált. A tüntetések elfojtása érdekében a szovjet rendőri és katonai erők számos alkalommal zárták le a teret.

### Választásokat követő tiltakozások
Örményország 1991-es függetlenségének kikiáltását követően a tér a kormányellenes tüntetések és gyűlések legfőbb helyszínévé vált, különösen az 1996-os, 2003-as, 2008-as és a 2013-as elnökválasztásokat követően. A 2008-as februári vitatott elnökválasztást követően a második helyezett, Örményország első elnökének Levon Ter-Petroszján több ezernyi támogatója gyűlt a térre és kezdett ülősztrájkba. A békés demonstrációt az örmény biztonsági erők március elsejének reggelén véresen feloszlatták és lezárták a teret a civilek elől. Az összecsapásokban 8 tüntető, egy rendőr és katona vesztette életét, kétszázan megsérültek és 106 embert őrizetbe vettek a hatóságok. A teret még körülbelül 20 napig tartották ellenőrzésük alatt a rendvédelmi hatóságok a zavargások miatt kihirdetett szükségállapot alatt. A téren majd három évig, 2011. március 17-éig nem lehetett gyűléseket tartani, amikor is Levon Ter-Petroszján vezette ellenzéki Örmény Nemzeti Kongresszus tartott egy nagy gyűlést.

## Földalatti parkoló
2008. augusztus 28-án az örmény kormány egy földalatti parkoló megépítéséről határozott, hogy tehermentesítse a környező utcákat, ahol a parkoló gépjárművek gyakran akadályozták a forgalmat. A tervet ellenzők véleménye szerint ezzel a demonstrációkat kívánták megakadályozni, noha a kormány tagadta ezen vádakat. A három szintes, legfeljebb 500 kocsi befogadására alkalmas parkolót 2010. május 24-én adták át Gagik Beglarjan polgármester és Szerzs Szargszján örmény miniszterelnök jelenlétében. A projekt körülbelül 10,5 millió dollárba került.

## Galéria

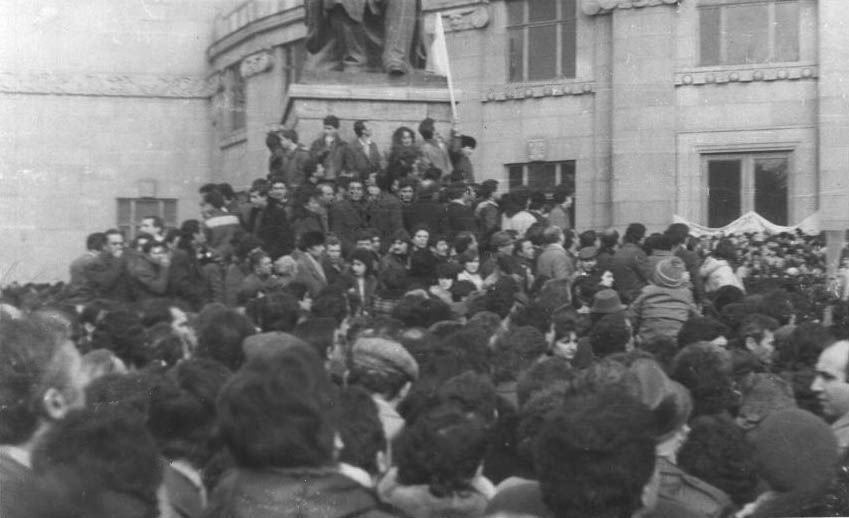
1988, karabahi mozgalom
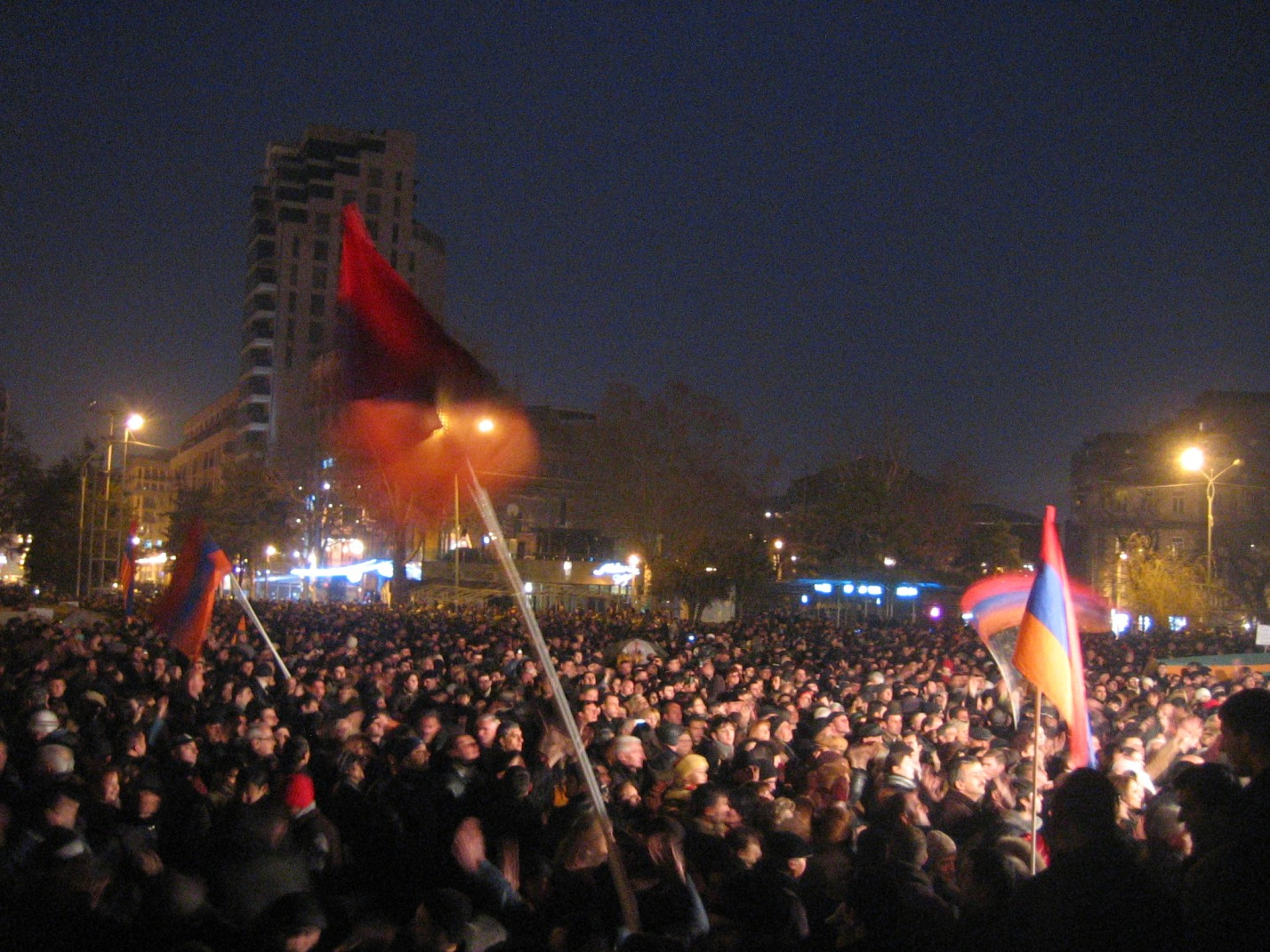
2008. február 24-e, az örmény elnökválasztás követő tüntetések
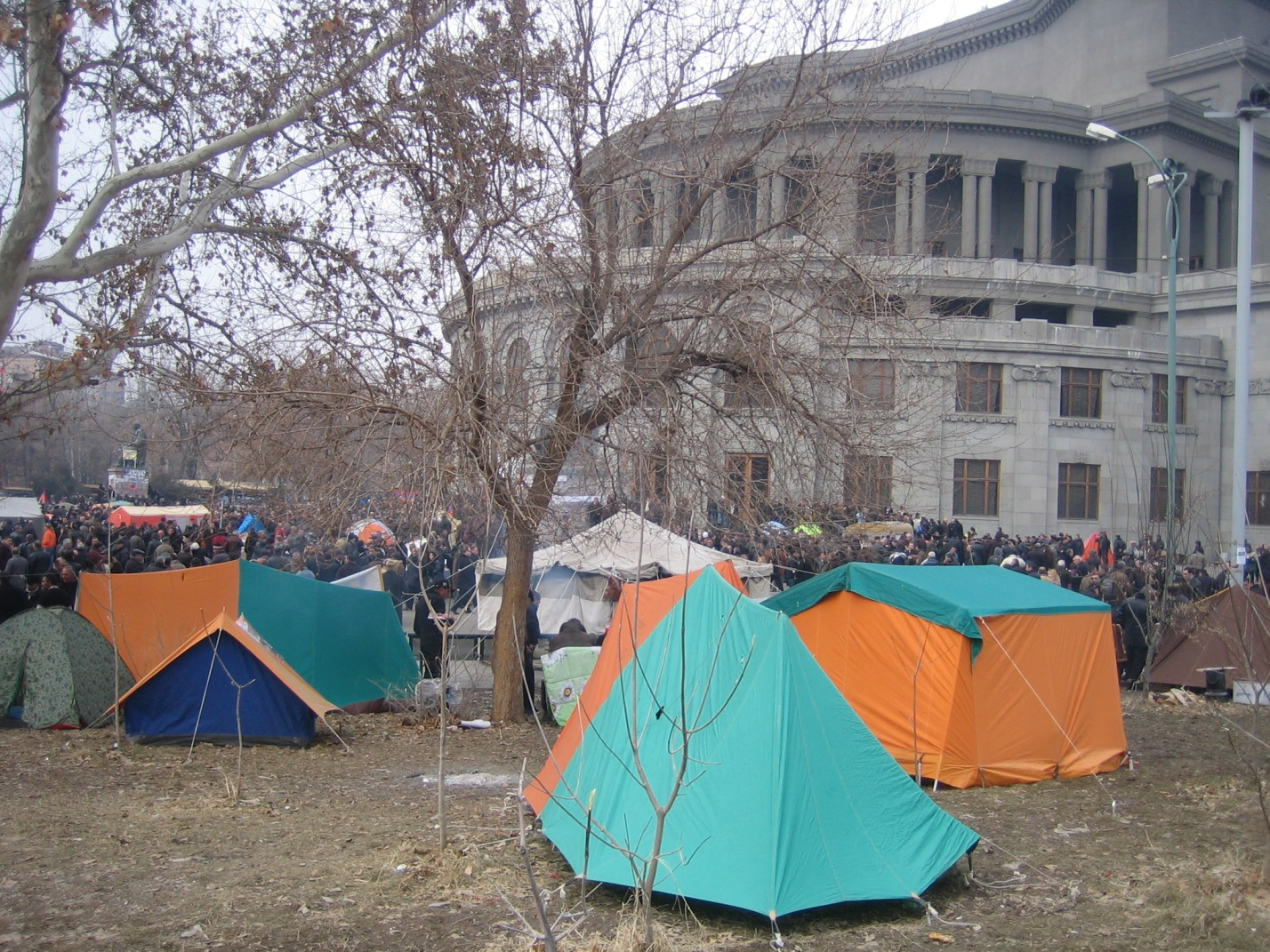
2008-as tüntetésekkor felállított sátrak
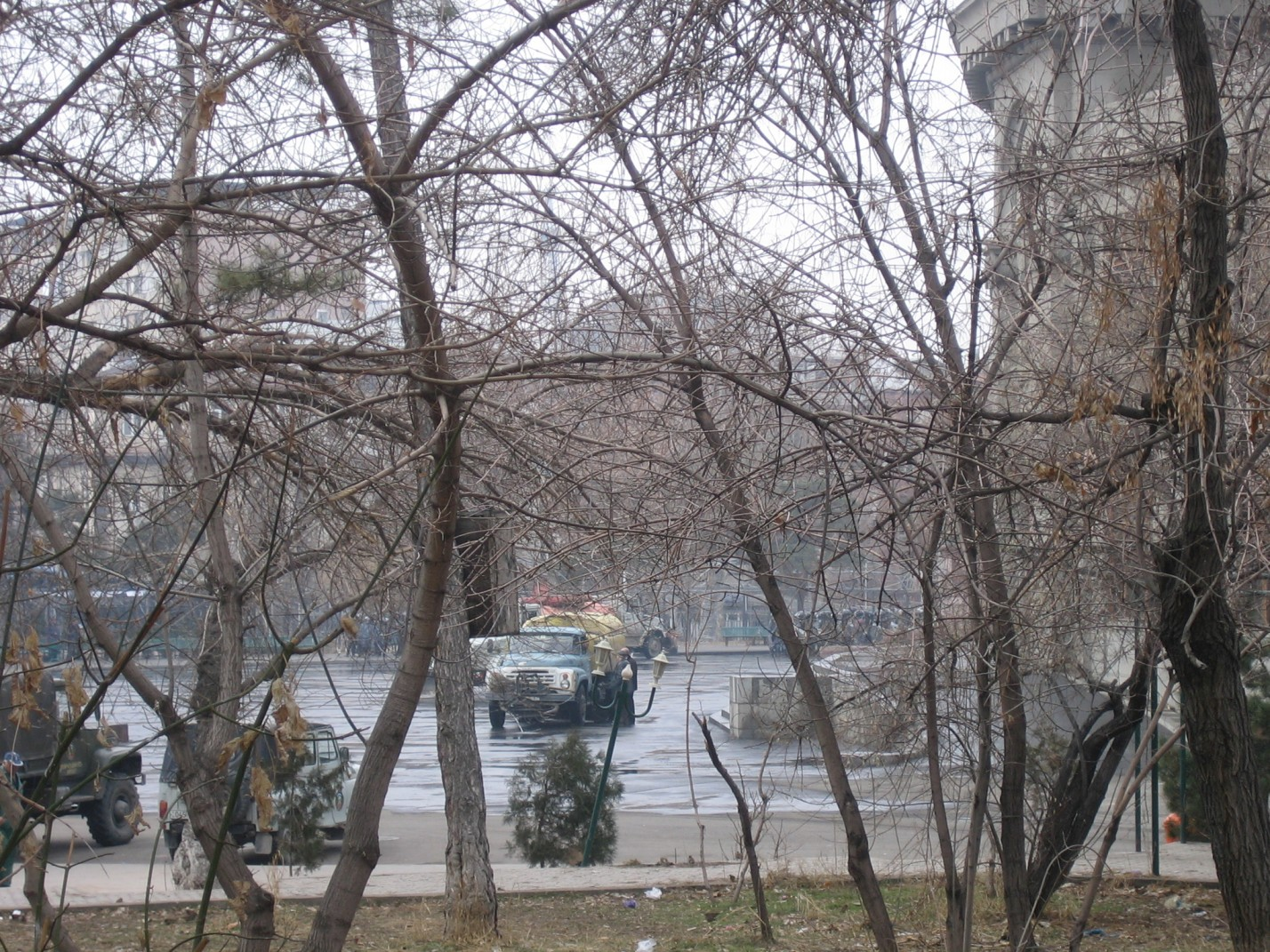
2008, takarítják a törmeléket és a vért
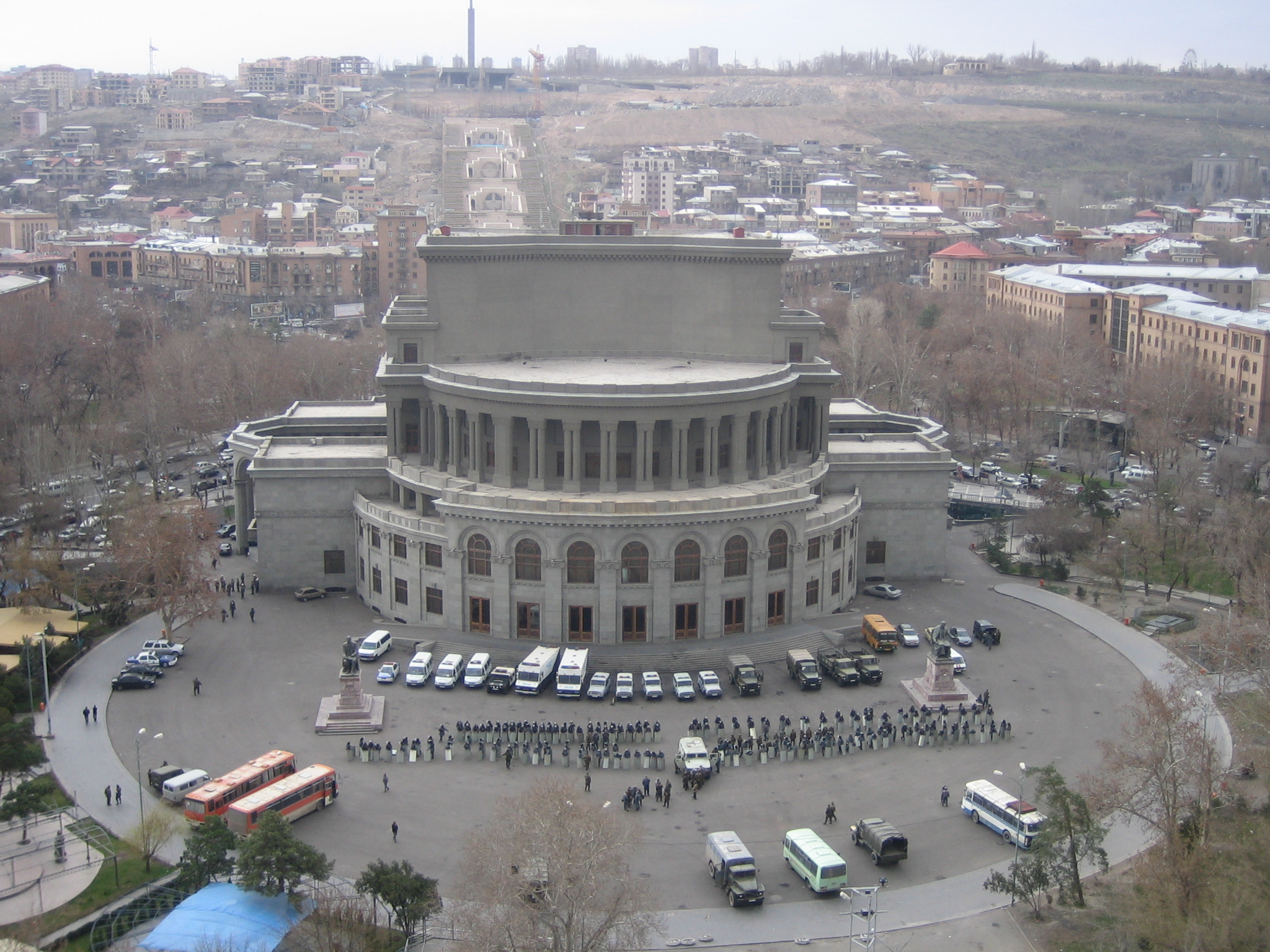
2008. március 21-e, a rendvédelmi erők lezárása
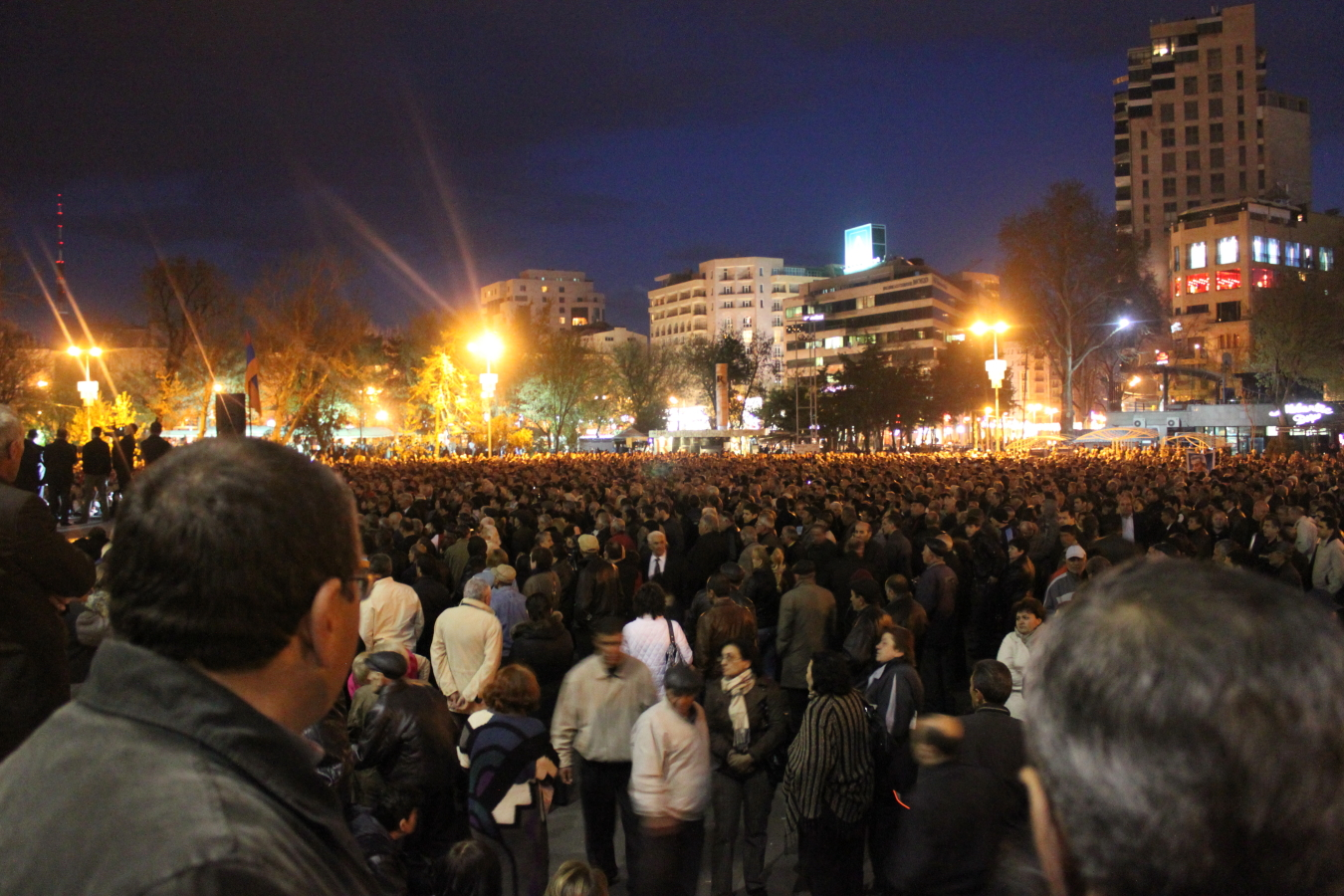
2011-es örmény tüntetések
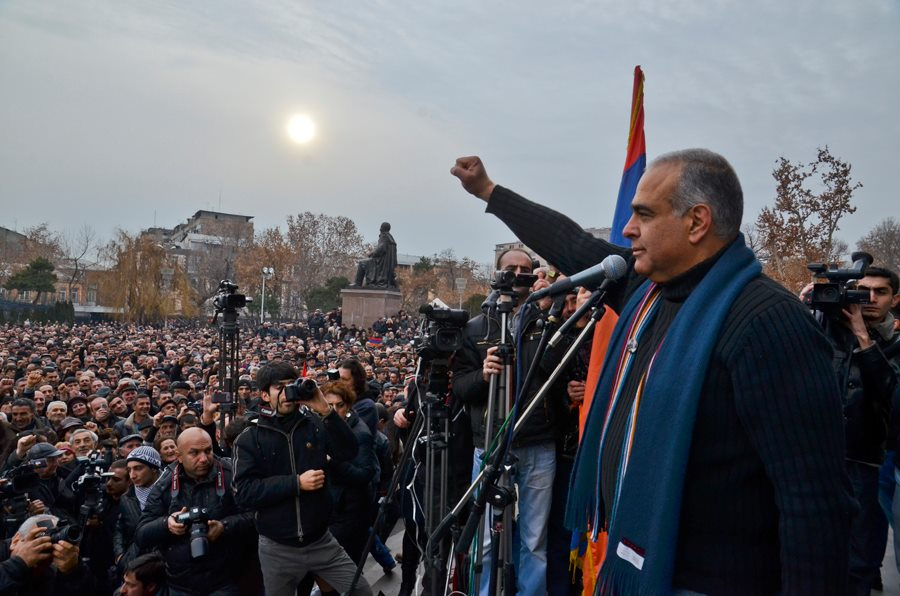
2013-as örmény tüntetések
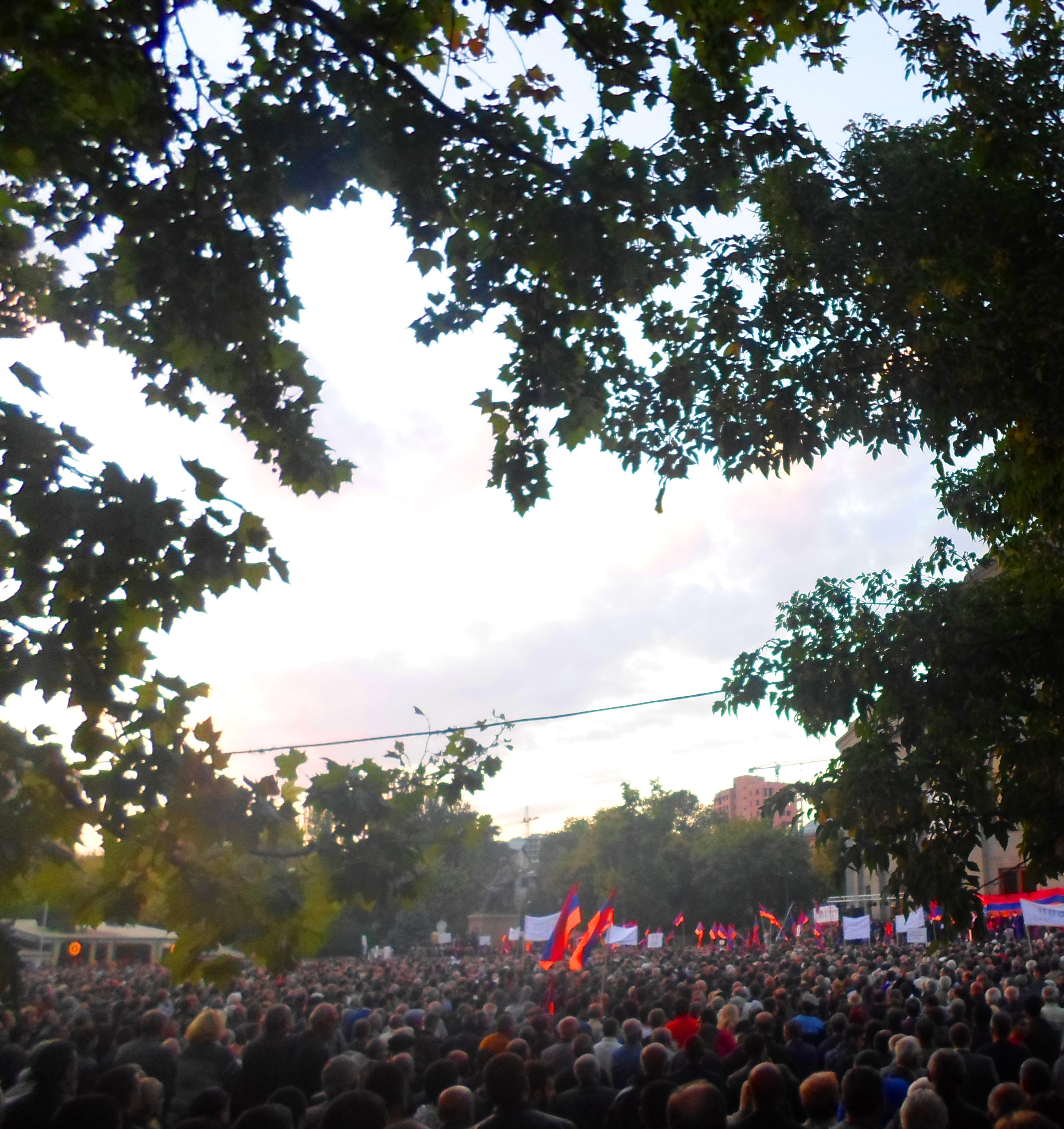
2014. október 10.

## Fordítás
- Ez a szócikk részben vagy egészben  a   Freedom Square, Yerevan című angol Wikipédia-szócikk ezen változatának fordításán alapul.  Az eredeti cikk szerkesztőit annak laptörténete sorolja fel. Ez a jelzés csupán a megfogalmazás eredetét és a szerzői jogokat jelzi, nem szolgál a cikkben szereplő információk forrásmegjelöléseként.